# Getting Even with Dad
Getting Even with Dad (titulada Me las vas a pagar, papá en Hispanoamérica y Mano a mano con papá en España) es una película estadounidense de 1994 dirigida por Howard Deutch. Fue protagonizada por Ted Danson, Macaulay Culkin, Glenne Headly, Hector Elizondo, Gailard Sartain, Saul Rubinek, Dann Florek y Kathleen Wilhoite. Distribuida por Metro-Goldwyn Mayer, la película se estrenó el 17 de junio de 1994 en Estados Unidos.

## Sinopsis
Después de mucho tiempo sin verse, el pequeño Timmy (Macaulay Culkin) aparece en casa de su padre (Ted Danson) con la intención de pasar una temporada con él. Por desgracia, su padre tiene otros planes. Metido en un chanchullo con dos torpes colaboradores (Gailard Sartain) y (Saul Rubinek), Ray se ha prometido a sí mismo que será el último golpe, el que le permita ganar el dinero suficiente para montar una pastelería y ganarse la vida de manera honrada.

## Reparto
- Ted Danson - Ray Gleason
- Macaulay Culkin - Timmy Gleason
- Glenne Headly - Detective Theresa Walsh
- Hector Elizondo - Teniente Romayko
- Gailard Sartain - Carl
- Saul Rubinek - Bobby
- Sydney Walker - Sr. Wankmueller
- Dann Florek - Wayne
- Kathleen Wilhoite - Kitty
- Scott Beach - Wino

- Datos: Q290730